# سان خوآن
سن خوآن که سن جوآن نیز نامیده می‌شود، (به اسپانیایی: San Juan) پایتخت و بزرگ‌ترین شهر قلمرو خودمختار پورتوریکو است که تحت نظر و ریاست یک فرماندار کل قرار داشته و زیرمجموعه ای از سرزمین‌های آمریکا می باشد. پایتخت و پرجمعیت‌ترین شهر در مشترک المنافع پورتوریکو، یک قلمرو ثبت نشده در ایالات متحده است.  طبق سرشماری سال ۲۰۲۰، این شهر با جمعیتی بالغ بر ۳۴۲۲۵۹ نفر، پنجاه و هفتمین شهر بزرگ تحت حوزه قضایی ایالات متحده است. سن خوان توسط استعمارگران اسپانیایی در سال ۱۵۲۱ میلادی تأسیس شد که آن را Ciudad de Puerto Rico(«شهر پورتوریکو»، اسپانیایی به معنای شهر بندری غنی)نامیدند.

## جغرافیا
جمعیت شهر سن خوآن در سال ۲۰۰۰ میلادی ۴۳۳٬۷۳۳ نفر بوده‌است.
این شهر یکی از سه گوشه مثلث برموداست. 

## تاریخچه
این شهر بین سال‌های ۱۵۰۸ تا ۱۵۲۱ و از سوی مستعمره‌نشینان اسپانیایی بنا شد. آن‌ها این شهر را شهر پورتو ریکو (Ciudad de Puerto Rico) به معنی «شهر بندر ثروتمند» نام نهادند.

## مترو
ترن اوربانو در سال ۲۰۰۴ تأسیس شده و هم‌اکنون دارای ۱ خط و ۱۶ ایستگاه می‌باشد.

## شهرهای خواهر
- کارتاگنا، کلمبیا
- هونولولو، هاوایی، ایالات متحده
- جکسون ویل، فلوریدا، ایالات متحده
- گواتمالا سیتی، گواتمالا
- سان خوان سیتی، فیلیپین
- سانتیاگو، جمهوری دومینیکن